# Jan Baptiste de Jonghe

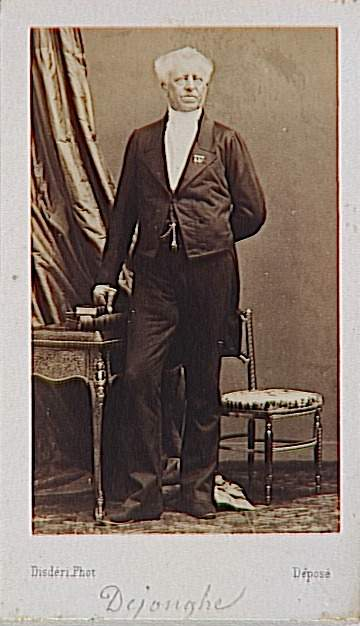
Portret van De Jonghe, door André Disdéri.

Jan Baptiste de Jonghe (Kortrijk, 8 januari 1785 - Schaarbeek, 14 oktober 1844) was een Belgisch (Vlaams) landschapschilder en lithograaf. Hij was de vader en eerste leermeester van Gustave Léonard de Jonghe.

## Leven en werk
De Jonghe studeerde aan de kunstacademie van Kortrijk en vervolgens aan de Academie voor Schone Kunsten van Antwerpen, onder Balthasar-Paul Ommeganck. Onder invloed van Ommeganck koos hij al vroeg voor de landschapschilderkunst en werd daarbij geïnspireerd door het werk van Jan van Goyen en Jacob van Ruisdael, waarmee hij tijdens zijn studie kennismaakte. Typerend zijn zijn weidse luchten. Vaak stoffeerde hij zijn landschappen met vee of huisdieren, figuren in zijn werk werden meestal toegevoegd door zijn collega Eugène Verboeckhoven. Veel van De Jonghe's landschappen zijn gesitueerd in Vlaanderen. Sommige werken geven ook uitheemse motieven te zien, hoewel er geen buitenlandse reizen van hem gedocumenteerd zijn. Naast landschappen maakte De Jonghe ook een aantal stadsgezichten en historiestukken.
In 1826 werd De Jonghe docent aan de academie te Kortrijk en kort daarna publiceerde hij een handboek voor landschapstekenen. In 1841 werd hij professor aan de Academie van Antwerpen. Tot zijn leerlingen behoorden Jan-Baptist Daveloose (1807-1886), Louis Robbe (1806-1887) en Louis de Winter (1819–1900), alsook zijn zoon Gustave Léonard. De Jonghe overleed in 1844, 59 jaar oud. Werk van hem bevindt zich onder andere in de collecties van het Rijksmuseum Amsterdam, het Teylers Museum te Haarlem, het Museum voor Schone Kunsten te Doornik, de Koninklijke Academie voor Schone Kunsten van Gent, het Museum voor moderne en hedendaagse kunst te Luik, de Koninklijke Musea voor Schone Kunsten van België te Brussel en het Koninklijk Museum voor Schone Kunsten Antwerpen.

## Galerij

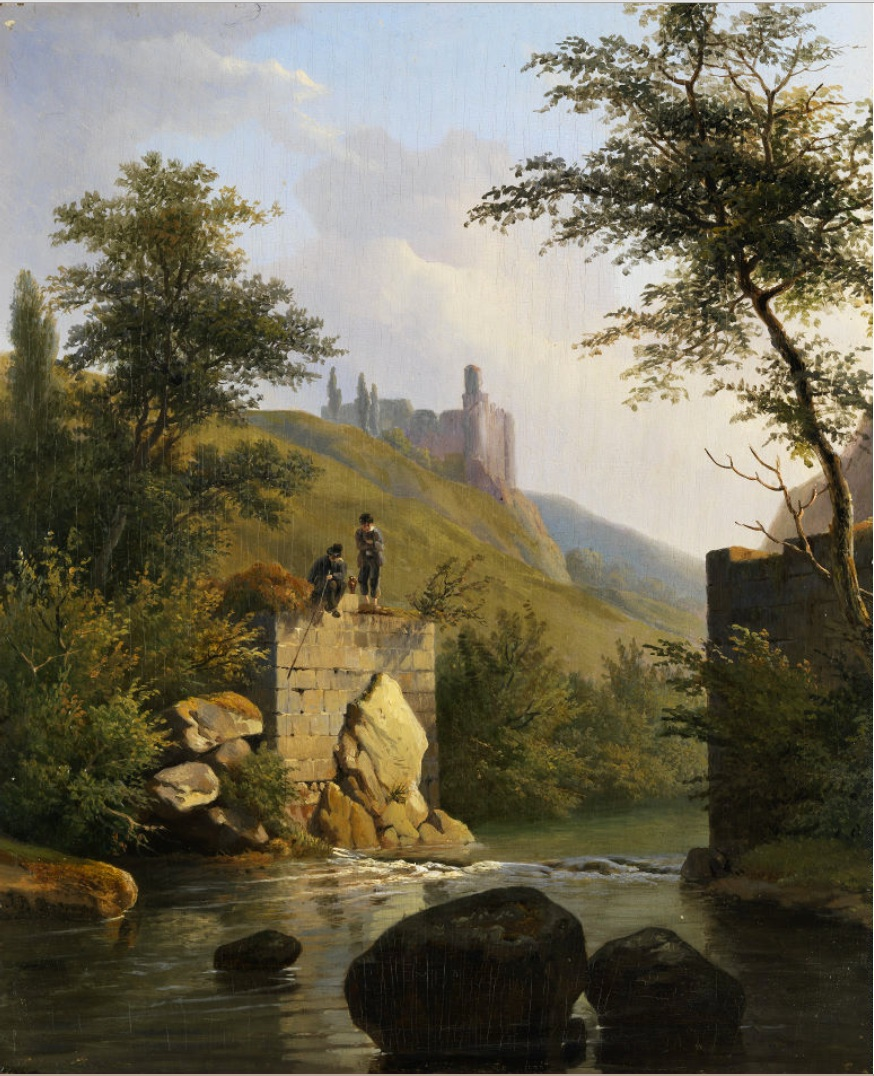
Gezicht op een rivierlandschap met een kasteel en figuren
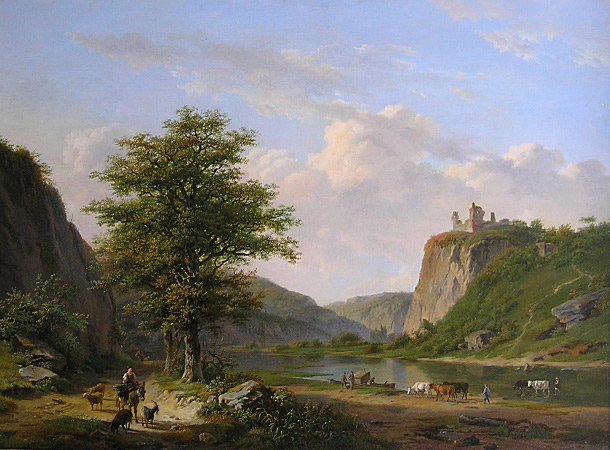
Drinkend vee bij een ruïne
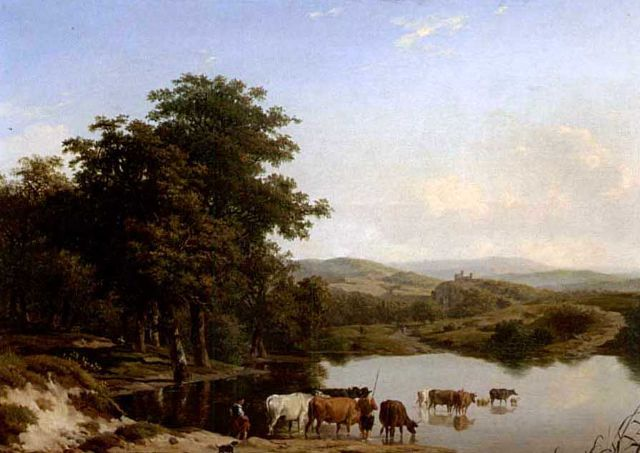
Wedde in de Ardennen